# Confucianismo coreano

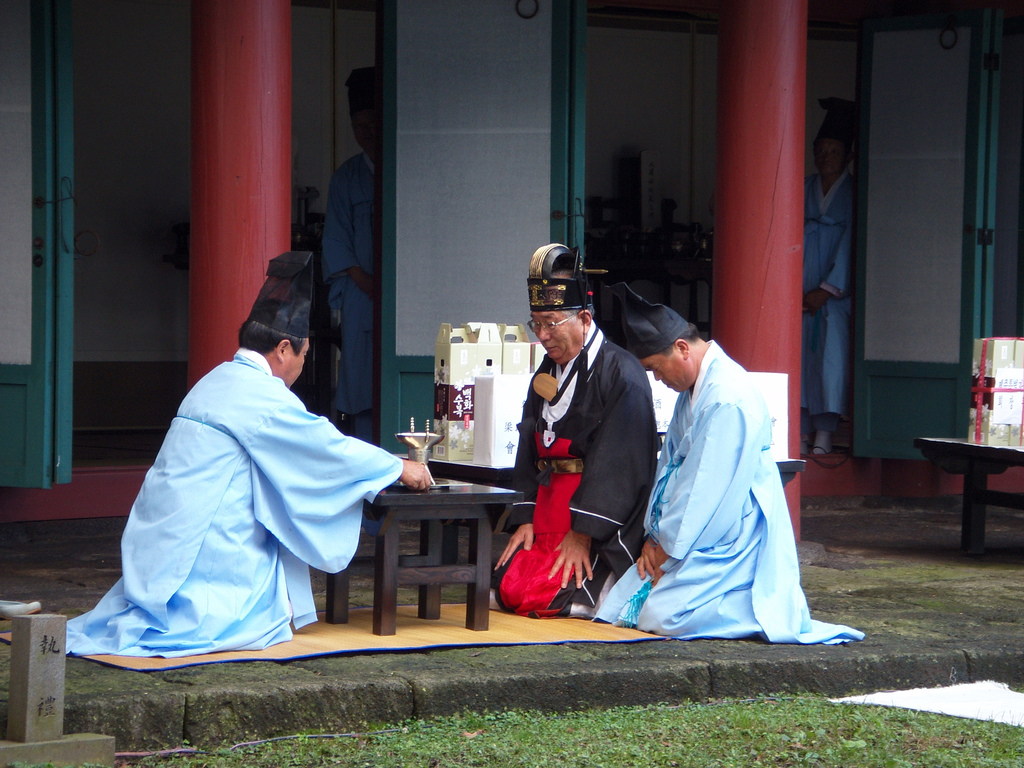
Chugyedaeje, un ritual confuciano que se celebra cada año en otoño, en Jeju, Corea del Sur

El confucianismo coreano es la forma de confucianismo que surgió y se desarrolló en Corea. Una de las influencias más sustanciales en la historia intelectual coreana fue la introducción del pensamiento confuciano como parte de la influencia cultural de China.
Hoy en día, el legado del confucianismo sigue siendo una parte fundamental de la sociedad coreana, moldeando el sistema moral, la forma de vida, las relaciones sociales entre viejos y jóvenes, la alta cultura y es la base de gran parte del sistema legal. El confucianismo en Corea a veces se considera una forma pragmática de mantener unida a una nación sin las guerras civiles y la disidencia interna que se heredaron de la dinastía Goryeo.

## Orígenes del pensamiento confuciano
En general, se cree que Confucio (孔夫子Kǒng Fūzǐ, literalmente "maestro Kong") nació en 551 a. C. y fue criado por su madre tras la muerte de su padre cuando Confucio tenía tres años. El nombre latinizado "Confucio" por el que la mayoría de los occidentales lo reconocen se deriva de "Kong Fuzi", probablemente acuñado por primera vez por los misioneros jesuitas del siglo XVI en China. Se cree que las Analectas, o Lunyu (論語; lit. "Refranes seleccionados"), una colección de dichos e ideas atribuidos al filósofo chino y sus contemporáneos, fueron escritas por los seguidores de Confucio durante el período de los Reinos Combatientes (475 a. C. - 221 aC), logrando su forma final durante la dinastía Han(206 a. C. - 220 d. C.). Confucio nació en la clase de shi (士), entre la aristocracia y la gente común. Su vida pública incluyó el matrimonio a la edad de 19 años que tuvo un hijo y una variedad de ocupaciones como trabajador agrícola, oficinista y contador. En su vida privada estudió y reflexionó sobre la rectitud, la conducta apropiada y la naturaleza del gobierno de tal manera que a la edad de 50 años ya había establecido una reputación. Esta consideración, sin embargo, fue insuficiente para su éxito al abogar por un gobierno central fuerte y el uso de la diplomacia sobre la guerra como el ideal para las relaciones internacionales. Se dice que pasó sus últimos años enseñando a un ferviente grupo de seguidores los valores que se aprecian en una colección de escritos antiguos vagamente identificados como los Cinco Clásicos. Se cree que Confucio murió en 479 a. C.
Bajo las sucesivas dinastías Han y Tang, las ideas confucianas ganaron una prominencia aún más amplia. Durante la dinastía Song, el erudito Zhu Xi (1130-1200 d. C.) añadió ideas del taoísmo y el budismo al confucianismo. En su vida, Zhu Xi fue ignorado en gran medida, pero no mucho después de su muerte, sus ideas se convirtieron en la nueva visión ortodoxa de lo que realmente significaban los textos confucianos. Los historiadores modernos consideran que Zhu Xi creó algo bastante diferente y llaman a su forma de pensar neoconfucianismo. El neoconfucianismo dominó China, Japón, Corea y Vietnam hasta el siglo XIX.

## Primeros desarrollos hacia el confucianismo en Corea

### Antes de Goryeo

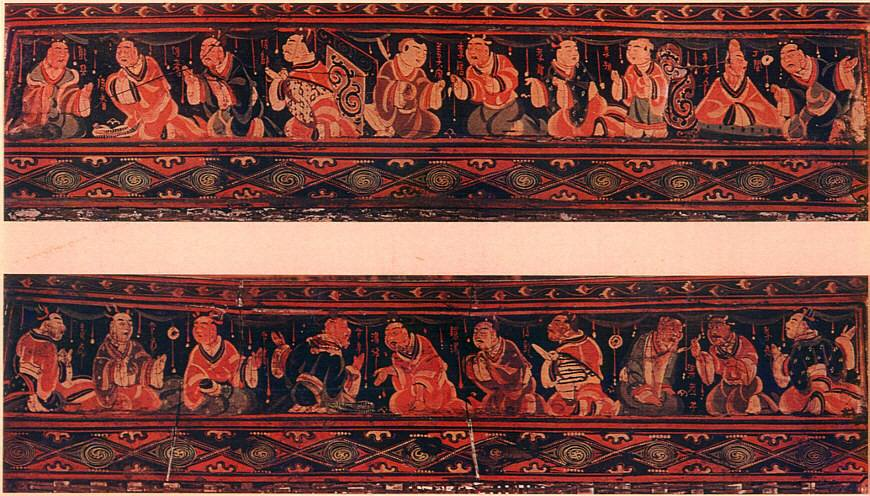
La "Canasta Pintada"

La naturaleza de la organización política y cultural coreana temprana se centró en el clan y la tribu en lugar de ciudades y estados. Un registro chino del Reino de Gojoseon (1000 a. C. - 300 a. C.) etiquetó a los habitantes de la península como DONG-I o "bárbaros del este" o "arqueros del este". Aunque la dinastía Shang (1600 a. C. - 1040 a. C.) es reconocida principalmente por sus logros metalúrgicos, sus logros organizativos incluyeron la invocación de la autoridad a través de los antepasados. Cuando la dinastía Shang fue superada por los Zhou Occidentales (1122 a. C. - 771 a. C.), los Zhou modificaron la creencia Shang en la creencia de los antepasados para invocar el "Mandato del Cielo" como una forma de identificar el derecho divino a gobernar. El Mandato del Cielo se basaba en reglas de buen gobierno y al emperador se le concedía el derecho de gobernar por el cielo siempre que se obedecieran esas reglas de buen gobierno.
El gobierno disperso de muchas posesiones semiautónomas se sometió cada vez más al gobierno central como Zongfa o "red de parentesco", aunque con el paso del tiempo el territorio gobernado era demasiado grande para que todos los vasallos fueran parientes consanguíneos reales. Los vasallos del rey disfrutaban de títulos hereditarios y se esperaba que proporcionaran mano de obra y fuerzas de combate según lo ameritaran las circunstancias. De estas muchas maneras, el reino de Gojoseon habría sido "validado" por su "hermano mayor" del sur, y aunque el rey de Gojoseon todavía gobernaría, el "Mandato del Cielo" le obligaba a gobernar de manera justa y justa y para todos. el beneficio de su gente y no solo de sus favoritos o parientes. A medida que el Zhou Occidental declinaba, China entró en un período conocido como el período de Primavera y Otoño (771 a. C. - 471 a. C.) y la "red de parentesco" también declinó. El control de muchas propiedades feudales recayó en los señores y caballeros feudales, o "caballeros luchadores" (C. SHI). Sin ataduras por las relaciones familiares, estos hombres eran libres de atacar a sus vecinos y acumular propiedades. Entonces, fue en este período cuando nació Confucio y pasó toda su vida aparentemente luchando por la construcción de un ideal gubernamental en la naturaleza del gobierno centralizado de Zhou. Sin embargo, en el 109 a. C., el emperador Han, Wu-Ti, abrumó a Gojoseon tanto por tierra como por mar y estableció cuatro bases o "comandancias", las Cuatro Comandancias de Han, en la región como una forma de estabilizar el área para el comercio. La posterior introducción de cuatro administraciones separadas para supervisar la región solo sirvió para prolongar la naturaleza dividida de la península de Corea y obstaculizar la adopción del modelo confuciano.
A medida que el Período de los Tres Reinos surgió de las Cuatro Comandancias, cada reino buscó ideologías bajo las cuales sus poblaciones pudieran consolidarse y su autoridad pudiera validarse. Desde su introducción en el reino de Baekje en el año 338 d. C., el budismo coreano se extendió rápidamente a todos los estados del Período de los Tres Reinos. Aunque el chamanismo coreano ha sido una parte integral de la cultura coreana que se remonta a los tiempos más remotos, el budismo fue capaz de lograr un equilibrio entre la gente y su administración arbitrando las responsabilidades de uno hacia el otro.

### Periodo de Goryeo
En la época de la dinastía Goryeo (918–1392), la posición, la influencia y el estatus del budismo superaban con creces su papel como mera fe religiosa. Los templos budistas, originalmente establecidos como actos de fe, se habían convertido en influyentes latifundios repletos de amplia infraestructura, cuadros, arrendatarios, esclavos y empresas comerciales. El estado observó una serie de festividades budistas durante el año en las que la prosperidad y la seguridad de la nación estaban indisolublemente unidas a prácticas y ritos que a menudo mezclaban creencias budistas e indígenas coreanas. Al igual que en China, el budismo se dividió en los textos religiosos arraigados en la fe más urbana y la fe más contemplativa de las áreas rurales. Este énfasis en los textos y el aprendizaje produjo un "examen de monjes" en el que el clero budista podía competir con los eruditos confucianos por puestos en el gobierno local y nacional. Durante este tiempo, el pensamiento confuciano permaneció a la sombra de su rival budista, compitiendo por los corazones y las mentes de la cultura coreana, pero con un antagonismo creciente.
Con la caída de Goryeo, la posición de la aristocracia terrateniente se derrumbó para ser reemplazada por el creciente poder de los analfabetos coreanos que abogaban enérgicamente por la reforma agraria. El interés por la literatura china durante la dinastía Goryeo alentó la expansión del neoconfucianismo , en el que las antiguas enseñanzas de Confucio se fusionaron con el taoísmo y el budismo. Los seguidores neoconfucianos ahora podían ofrecer a la nueva dinastía Joseon (1392-1910) una alternativa a la influencia del budismo. En Goryeo, el rey Gwangjong (949–975) había creado los exámenes del servicio civil nacional, y el rey Seongjong (1083–1094) fue un defensor clave del confucianismo al establecer el Gukjagam, la institución educativa más importante de la dinastía Goryeo. Esto fue mejorado, en 1398, por la Sunggyungwan –una academia con un plan de estudios neoconfuciano– y la construcción de un altar en el palacio, donde el rey adoraría a sus antepasados. El pensamiento neoconfuciano, con su énfasis en la ética y la autoridad moral del gobierno, proporcionó una justificación considerable para la reforma agraria y la redistribución de la riqueza. En lugar de atacar directamente al budismo, los críticos neoconfucianos simplemente continuaron criticando el sistema de los templos y los excesos del clero.

## Neoconfucianismo en la dinastía Joseon
En la época del rey Sejong el Grande (que gobernó entre 1418 y 1450), todas las ramas del saber estaban arraigadas en el pensamiento confuciano. Las escuelas confucianas coreanas estaban firmemente establecidas, la mayoría con eruditos educados en el extranjero, grandes bibliotecas, patrocinio de artesanos y artistas, y un plan de estudios de 13 a 15 obras confucianas importantes. Las ramas del budismo en Corea todavía se toleraban fuera de los principales centros políticos. En la China Ming (1368-1644), el neoconfucianismo había sido adoptado como ideología estatal. La nueva dinastía Joseon (1392–1910) hizo lo mismo y también adoptó el neoconfucianismo como el principal sistema de creencias entre académicos y administradores como Jo Gwangjo. Los esfuerzos de para promulgar el neoconfucianismo entre la población fueron seguidos por la aparición de los dos eruditos confucianos más destacados de Corea, Yi Hwang (1501-1570) y Yi I (1536-1584), a quienes a menudo se hace referencia por sus seudónimos Toe gye y Yul gok. Habiendo suplantado a todos los demás modelos para el estado-nación coreano, a principios del siglo XVII, el pensamiento neoconfuciano experimentó primero una división entre occidentales y orientales y, nuevamente, entre sureños y norteños. El centro de estas divisiones fue la cuestión de la sucesión en la monarquía coreana y la forma en que se debe tratar a las facciones opuestas.
Un número creciente de eruditos neoconfucianos también había comenzado a cuestionar creencias y prácticas metafísicas particulares. Un movimiento conocido como Silhak (literalmente, "aprendizaje práctico") postuló que el pensamiento neoconfuciano debería basarse más en la reforma que en el mantenimiento del statu quo. Las diferencias entre varias escuelas de pensamiento confucianas y neoconfucianas se convirtieron en conflictos a medida que los países occidentales buscaban forzar la apertura de las sociedades coreana, china y japonesa al comercio occidental, las tecnologías occidentales y las instituciones occidentales. De particular preocupación fue el creciente número de escuelas misioneras católicas y protestantes que no solo enseñaban una pedagogía occidental sino también creencias religiosas cristianas. En 1894, los conservadores, nacionalistas y neoconfucianos coreanos se rebelaron ante lo que consideraban la pérdida de la sociedad y la cultura coreanas debido a influencias extranjeras por el abandono de los clásicos chinos y los ritos confucianos.
La Revolución Campesina Donghak —también llamada Guerra Campesina de 1894 (Nongmin Jeonjaeng)— amplió las acciones de los pequeños grupos del movimiento Donghak (lit. Aprendizaje oriental) iniciado en 1892. Unidos en un solo ejército guerrillero campesino (Ejército Campesino de Donghak) los rebeldes se armaron, asaltaron oficinas gubernamentales y mataron a ricos terratenientes, comerciantes y extranjeros. La derrota de los rebeldes Donghak expulsó a los fervientes neoconfucionistas de las ciudades hacia las zonas rurales y aisladas del país. Sin embargo, la rebelión había llevado a China al conflicto y en contienda directa con Japón (Primera guerra sino-japonesa). Con la posterior derrota de Qing China, Corea fue arrebatada de la influencia china en cuanto a su administración y desarrollo. En 1904, los japoneses derrotaron a Rusia (Guerra ruso-japonesa) que también puso fin a la influencia rusa en Corea. Como resultado, Japón anexó Corea como protectorado en 1910, acabando con el reino de Joseon y produciendo una ocupación de treinta y cinco años (ocupación japonesa de Corea) que buscaba sustituir la cultura coreana por la japonesa. Durante este período, una administración japonesa impuso el idioma japonés, la educación japonesa, las prácticas japonesas e incluso los apellidos japoneses a la población coreana predominantemente en las grandes ciudades y áreas suburbanas circundantes. Sin embargo, en las áreas aisladas de Corea y hasta Manchuria, los ciudadanos coreanos continuaron librando una guerra de guerrillas contra los japoneses y encontraron simpatía por los objetivos neoconfucianos de reforma y paridad económica entre el creciente movimiento comunista. Con el final de la ocupación japonesa, el pensamiento confuciano y neoconfuciano continuó experimentando negligencia, si no represión deliberada, durante la Guerra de Corea, así como las dictaduras represivas que siguieron.

## Sociedad contemporánea y confucianismo
Con la caída de la dinastía Joseon en 1910, el neoconfucianismo perdió gran parte de su influencia. En la Corea del Sur contemporánea, muy pocas personas se identifican como confucianas cuando se les pregunta por su afiliación religiosa. Sin embargo, los estudios estadísticos realizados sobre este tema pueden ser engañosos. El confucianismo no existe como una religión organizada, lo que dificulta definir fácilmente a una persona como confuciana o no. Aunque su prominencia como ideología dominante se ha desvanecido, hay muchas ideas y prácticas confucianas que todavía saturan la cultura y la vida diaria de Corea del Sur.
El tradicional respeto confuciano por la educación sigue siendo una parte vital de la cultura surcoreana. Los exámenes del servicio civil fueron la puerta de entrada al prestigio y al poder para un seguidor del confucianismo en la dinastía Joseon. Hoy en día, los exámenes continúan siendo un aspecto importante de la vida de Corea del Sur. El contenido de lo que se estudia ha cambiado a lo largo de los años. Las enseñanzas confucianas fueron reemplazadas por otros temas, como lenguas extranjeras, historia moderna, economía, ciencia y matemáticas. Al igual que el confucianismo del pasado, se pone mucho énfasis en la capacidad de estudiar y memorizar. Dado que los exámenes son tan importantes para obtener la admisión a mejores escuelas y trabajos, toda la vida de un estudiante típico está orientada a prepararse para aprobar los exámenes necesarios.
Quizás algunas de las evidencias más fuertes de la continuación de la influencia confuciana se pueden encontrar en la vida familiar de Corea del Sur. Se ve no solo en el énfasis de Corea del Sur en las formas de vida orientadas a la familia y al grupo, sino también en los rituales confucianos que todavía se realizan comúnmente hoy en día, los servicios conmemorativos de los antepasados. Es una forma de mostrar respeto por los padres, abuelos y antepasados fallecidos, y es una forma de mostrar la piedad filial confuciana. En algunos casos, los servicios conmemorativos se han cambiado para adaptarse a puntos de vista religiosos. Este es un ejemplo de cómo el confucianismo se fusionó con la religión budista en Corea del Sur, en lugar de competir contra ella.
En 1980, se promulgó la “Directriz para los Rituales Familiares”. Declaró que las ceremonias ancestrales solo pueden celebrarse para los padres y abuelos, simplificó las ceremonias fúnebres y redujo el período de duelo permitido. La ley no se aplica estrictamente y nadie ha sido acusado por violarla.
En años más recientes, ha habido un alejamiento de la idea confuciana tradicional de respeto total y sumisión a la autoridad de los padres. Se puede ver en cómo el matrimonio se ha convertido menos en una decisión familiar y más en una elección individual.
El énfasis confuciano en la importancia de la familia y el grupo sobre el individuo también se ha extendido a los negocios de Corea del Sur. Se espera que los empleados consideren el lugar de trabajo como una familia, con el jefe de la empresa como el patriarca que disfruta de privilegios exclusivos mientras que se espera que los trabajadores trabajen más duro. Las empresas tienden a operar sobre la ética confuciana, como la importancia de las relaciones armoniosas entre los empleados y la lealtad a la empresa. Se da importancia a atributos tales como las diferencias de edad, estatus de parentesco, sexo y estatus sociopolítico.
La retórica ética confuciana todavía se usa en la Corea del Sur contemporánea. Otras religiones la incorporarán en las discusiones sobre el comportamiento humano adecuado. Se puede encontrar en el gobierno y en el mundo de los negocios que se utiliza para alentar a las personas a poner las necesidades del grupo por encima de sus propias necesidades individuales.
La filosofía neoconfuciana que se remonta al siglo XV había relegado a las mujeres coreanas a poco más que extensiones del dominio masculino y productoras de la progenie necesaria. Esta visión tradicional del papel social de la mujer se está desvaneciendo. Hay un número creciente de mujeres estudiantes que ocupan buenos puestos en las universidades y la fuerza laboral, así como en la política. Las artes aún mantienen tradiciones importantes: la cerámica coreana, la ceremonia del té coreana, los jardines coreanos y los arreglos florales coreanos siguen los principios confucianos y una estética confuciana. La caligrafía y la poesía eruditas también continúan, en un número mucho menor, esta herencia. En las películas, las historias escolares sobre modales y situaciones cómicas dentro de marcos educativos encajan bien en las sátiras sobre el confucianismo de escritos anteriores. La lealtad a la escuela y la devoción a los maestros sigue siendo un género importante en las comedias populares.
Con el neoconfucianismo eliminado del plan de estudios escolar y eliminado de su prominencia en la vida cotidiana de los coreanos, la sensación de que falta algo esencial en la historia coreana llevó a un renacimiento del confucianismo en Corea del Sur a fines de la década de 1990.
Es difícil encontrar información precisa sobre el confucianismo en la religión o las prácticas de Corea del Norte. Sin embargo, la ideología Juche fomenta las virtudes confucianas de lealtad, reverencia y obediencia.

## Confucianismo contemporáneo y derechos de la mujer
Tradicionalmente, a las mujeres en Corea se les asignó el papel de amas de casa debido a los roles de género confucianos. Es decir, a las mujeres no se les permitía trabajar fuera de casa. Esto comenzó a cambiar y en 2001 la participación de la mujer en la fuerza laboral era del 49,7 % en comparación con solo el 34,4 % en la década de 1960. En 1987 se introdujo la legislación sobre igualdad de oportunidades y ha sido mejorada por reformas desde entonces para mejorar los derechos de las mujeres trabajadoras. A medida que las organizaciones feministas coreanas ganaron más influencia, el gobierno escuchó y en 2000 se fundó el Departamento de Igualdad de Género para permitir que las mujeres participaran en la formulación de políticas. A pesar de que las mujeres están ganando al trabajar bien, no ha cambiado completamente los roles cuando están en la casa. Todavía se espera que las mujeres trabajadoras sean las principales trabajadoras domésticas de la familia. Sin embargo, estos cambios han dado a las mujeres en Corea del Sur más opciones entre ser amas de casa o trabajar fuera de casa.
Las mujeres que han optado por trabajar debido a los cambios de gobierno y legislación tenían y tienen grandes desafíos que enfrentar en el ámbito laboral. Las principales empresas de Corea del Sur comenzaron a cambiar sus prácticas de contratación, como Samsung, que fue una de las primeras empresas importantes en hacerlo. En 1997, Samsung eliminó la discriminación de género en la contratación y para 2012 había contratado a 56.000 mujeres como empleadas. Sin embargo, antes de 1997, algunas mujeres lograron trabajar en Samsung y hubo discriminación en la empresa dirigida por el patriarcado. La mayoría de los trabajos de las mujeres que trabajaban en Samsung eran de bajo nivel. Cuando la empresa trató de ofrecer puestos más altos a las mujeres, muchos de los altos ejecutivos masculinos se aprovecharon de las mujeres y les asignaron tareas domésticas, no muy diferente de lo que algunos maridos pueden esperar de sus esposas en casa. Sin embargo, todo esto comenzó a cambiar en 1994 cuando una reforma de personal abierta del presidente de Samsung obligó a los altos ejecutivos a tratar y pagar por igual a hombres y mujeres. El objetivo más reciente de Samsung es aumentar el porcentaje de mujeres ejecutivas de alto nivel del 2 al 10 por ciento para 2020. Aún hoy, sin embargo, en Corea del Sur, las mujeres son discriminadas, especialmente en los entornos laborales.